# Neotorularia contortuplicata
Neotorularia contortuplicata là một loài thực vật có hoa trong họ Cải. Loài này được (Stephan ex Willd.) Hedge & J.Léonard mô tả khoa học đầu tiên năm 1986.